# كارينا أري
كارينا أري (بالسويدية: Carina Ari)‏ هي راقصة باليه سويدية، ولدت في 14 أبريل 1897 في ستوكهولم في السويد، وتوفيت في 24 ديسمبر 1970 في بوينس آيرس في الأرجنتين.